# De Oost
De Oost ist ein Kriegsfilm von Jim Taihuttu, der am 25. September 2020 beim Niederländischen Filmfestival seine Premiere feierte. Die Geschichte ist während des indonesischen Unabhängigkeitskrieges gegen die Niederlande in den späten 1940er Jahren angesiedelt.

## Handlung
Im Jahr 1946 wird der junge niederländische Soldat Johan De Vries gemeinsam mit hunderttausend anderen Männern nach Indonesien geschickt, um im Namen des Königreichs der Niederlande im dortigen Indonesischen Unabhängigkeitskrieg zu kämpfen und „für Ordnung zu sorgen“. Sein Vater Johan De Vries senior war ein hoher Parteikader in der NSB und sitzt seit Kriegsende in den Niederlanden im Gefängnis. Johan freundet sich mit dem jüdischen Soldaten Mattias an, dessen Bruder und Vater von den Nationalsozialisten umgebracht wurden, gerät jedoch auch immer wieder in Konflikt mit dem ehemaligen Widerstandskämpfer Eddy, der um das Geheimnis in Johans Familie weiß und auch ihm als angeblichem Mitkollaborateur nach dem Leben trachtet und mehrmals droht, Johan bei den anderen Soldaten des Trupps zu verraten. Johan selbst behauptet, seine gesamte Familie sei im Zweiten Weltkrieg umgekommen. Die ersten Monate vertreiben sich die Männer die Zeit mit Alkohol, Prostituierten und langen Patrouillen, ohne jedoch auf Feinde zu stoßen. Bei einem Aufenthalt in der Stadt begegnet Johan einer Gruppe plündernder japanischer Soldaten, diese seien jedoch „nicht seine Angelegenheit“. Dabei trifft er auch zum ersten Mal auf den „Türken“ Raymond Westerling, der im Krieg „nur nach seinen eigenen Regeln“ spiele. Auf einer Patrouille gerät die Kompanie während einer Flussüberquerung in einen Hinterhalt und der beliebte Soldat Werner kommt dabei ums Leben. Die Männer beginnen langsam an ihren Idealen zu zweifeln.
Einige Wochen später wird der angeblich für Werners Tod verantwortliche Mann aufgegriffen und von Westerling verhört. Johan muss den Verdächtigen auf Befehl mit Strom aus einer Autobatterie foltern. Als nach kurzer Zeit ein Dorfbewohner am niederländischen Stützpunkt um Hilfe bittet, um seine von einer Gang gefangen gehaltene Familie zu befreien, lehnt der Kommandant Mulder ab, da das Dorf zu weit in feindlichem Gebiet läge. Auch die Bitte Johans, ihn für diese Mission allein zu entsenden, lehnt er ab. Da Johan jedoch helfen will, trifft er sich einige Stunden später mit dem Dorfbewohner am Haus von Westerling, da er sich bei ihm mehr Unterstützung verspricht. Tatsächlich führt dieser schließlich mit seinem Leibwächter und Johan die Mission aus und befreit die Familie. Von nun an nimmt Westerling Johan, in dem er großes Potential „für seine Sache“ sieht, unter seine Fittiche, bildet ihn aus und setzt ihn als seinen persönlichen Fahrer und auch für weitere nächtliche Kommandomissionen ein. Als Teil der Abhärtung überlässt er Johan den gefangenen Mann, da dieser aufgrund von Absprachen ausgetauscht werden soll. Johan soll ihn in feindlichem Gebiet freilassen, kann dies jedoch nicht akzeptieren und erschießt den Mann ganz wie von Westerling geplant, der ihm in Vorahnung den Mann überließ.
Nach einiger Zeit wird Westerling in das Anwesen von Major Penders bestellt, da dieser ihn im Angesicht der drohenden Niederlage als Anführer einer neuen Elitetruppe einsetzten möchte, die in Südsulawesi den lokalen Widerstand in der Zivilbevölkerung ausmerzen soll. Westerling verlangt umfassende Vollmachten im Umgang mit der Zivilbevölkerung, die ihm Penders als Carte blanche gewährt. Zudem wird die komplette Aktion von den ranghöchsten Mitgliedern der niederländischen Regierung gedeckt werden. Westerling nimmt schließlich an und baut seine Truppe auch mit Johan und einigen seiner Kameraden auf, die Männer erhalten schwarze Uniformen und werden auf Westerling als alleinigen und unfehlbaren Anführer eingeschworen.
Mit heimlicher Unterstützung der Royal Navy wird die Truppe schließlich in Südsulawesi abgesetzt und zieht nun von Dorf zu Dorf auf der Suche nach „negativen Elementen“ und angeblichen Terroristen. Die Dorfbewohner werden zusammengetrieben und jeweils fünfzehn Männer, die Westerling auf einer Liste notiert hat, ohne Verhandlung oder dergleichen ermordet. Schnell zeigt sich, dass es sich hierbei auch um Unschuldige handelt, die aus Rivalität oder zwischenmenschlichen Konflikten im Dorf als Verräter bezichtigt wurden. Johan spricht diesen Sachverhalt bei Westerling an, dieser weist ihn jedoch darauf hin, dass auch falsche Informationen richtig seien, weil er dies sage. Johan beginnt nun komplett an seiner „Mission“ zu zweifeln. Als ein weiterer Mann als angeblicher Verräter hingerichtet werden soll, dieser jedoch einen anderen Dorfbewohner bezichtigt, nur nach seinem Land zu trachten und dieser Sachverhalt erneut von Westerling ignoriert wird, tritt Johan dazwischen. Er wird von Mattias, der aufgrund seines gefallenen Kameraden Werner einen regelrechten Hass auf die lokale Bevölkerung entwickelt hat, mit dem Gewehrkolben bewusstlos geschlagen.
Als Johan erwacht ist er an einen Baumstamm gefesselt und wird von Westerling des Verrats an der Einheit beschuldigt. Er habe Johan eine neue Chance gegeben, seine „verlorene Familienehre“ wiederherzustellen, doch hätte dieser wie schon sein Vater durch „Kollaboration“ mit dem Feind Verrat an den Niederlanden begangen. Gleichzeitig gibt Westerling Johans Geheimnis bei seinen Kameraden preis, dass er aus seiner Personalakte erfahren hat. Da er ihn jedoch weiterhin für einen fähigen Soldaten hält, mit dem er „Großes hätte erreichen können“, schickt er Johan nur mit einem Messer bewaffnet und mit fünfzehn Minuten Vorsprung durch den Dschungel zu einem etwa acht Kilometer entfernten Versorgungsschiff an der Küste. Nach Ablauf der Zeit würde er ihn mit drei anderen Männern jagen, erreiche er jedoch das Schiff, sei er frei. Auf der Flucht tötet Johan Eddy und einen weiteren Soldaten des Trupps und schlägt seinen ehemaligen Freund Mattias mit einem Revolver bewusstlos, bevor er nur wenige Meter vom Schiff entfernt bereits am Strand von Westerling gestellt wird. Nach einem kurzen Wortwechsel schießt dieser Johan an, lässt ihn dann jedoch gehen.
Während des Films wird durch Zwischenszenen die Nachgeschichte Johans erzählt – er kehrt als gebrochener Mann in die Niederlande zurück und findet sich im Alltag nicht mehr zurecht. Seine Mutter stirbt kurz nach seiner Rückkehr, während er endgültig mit seinem Vater bricht und diesen nur noch einmal im Gefängnis besucht, um ihm die Todesnachricht zu überbringen. Entgegen einem Erlass der Regierung, die allen Freiwilligen die Rückkehr in ihren alten Beruf garantiert, wird Johan von seinem alten Arbeitgeber abgewiesen. Einmal meint er, seinen ehemaligen Freund Mattias auf der Straße zu erkennen und scheitert beim Versuch, ihn zu töten. Schließlich sucht er Westerling im Theater auf, da dieser meinte, er würde nach dem Krieg als Opernsänger arbeiten wollen. Während des Spiels bemerkt Johan viele seiner ehemaligen Kameraden im Publikum. Nach Ende der Vorstellung sucht er Westerling in der Umkleide auf und schießt ihn nach einem kurzen Wortwechsel ebenfalls mit seiner Pistole an. Schlussendlich begeht Johan Suizid.

## Hintergrund
Muhammad Subarkah von der indonesischen Republika erklärt zum Niederländisch-Indonesischen Krieg, aus niederländischer Sicht sei dieser als bloßer Aufstand angesehen worden, der innerhalb dieser niederländischen Kolonie stattfand. Auf der Seite Indonesiens jedoch wurde der Krieg als ein Kampf für die Unabhängigkeit wahrgenommen.

## Produktion

### Regie und Drehbuch

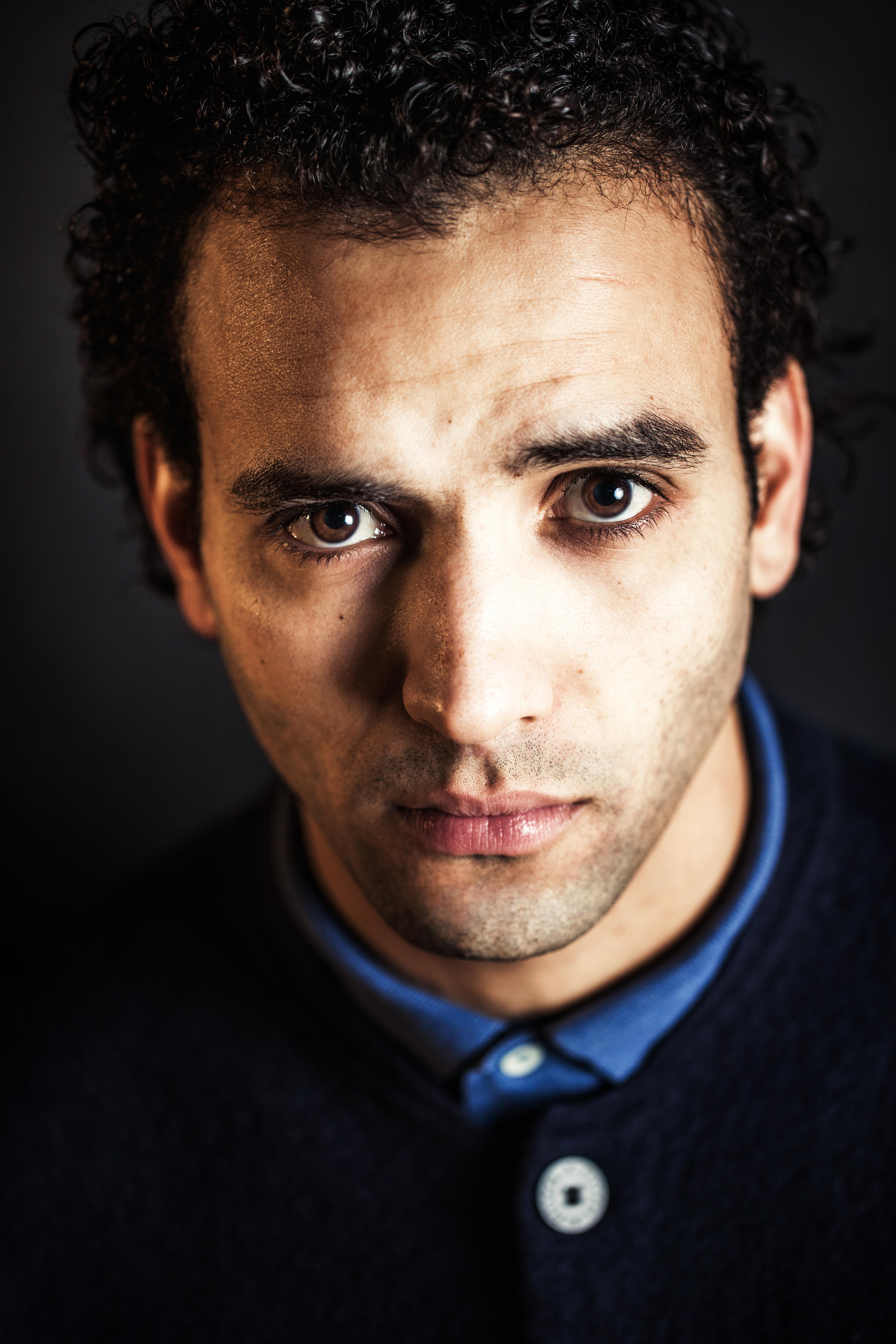
Marwan Kenzari spielt Raymond Westerling

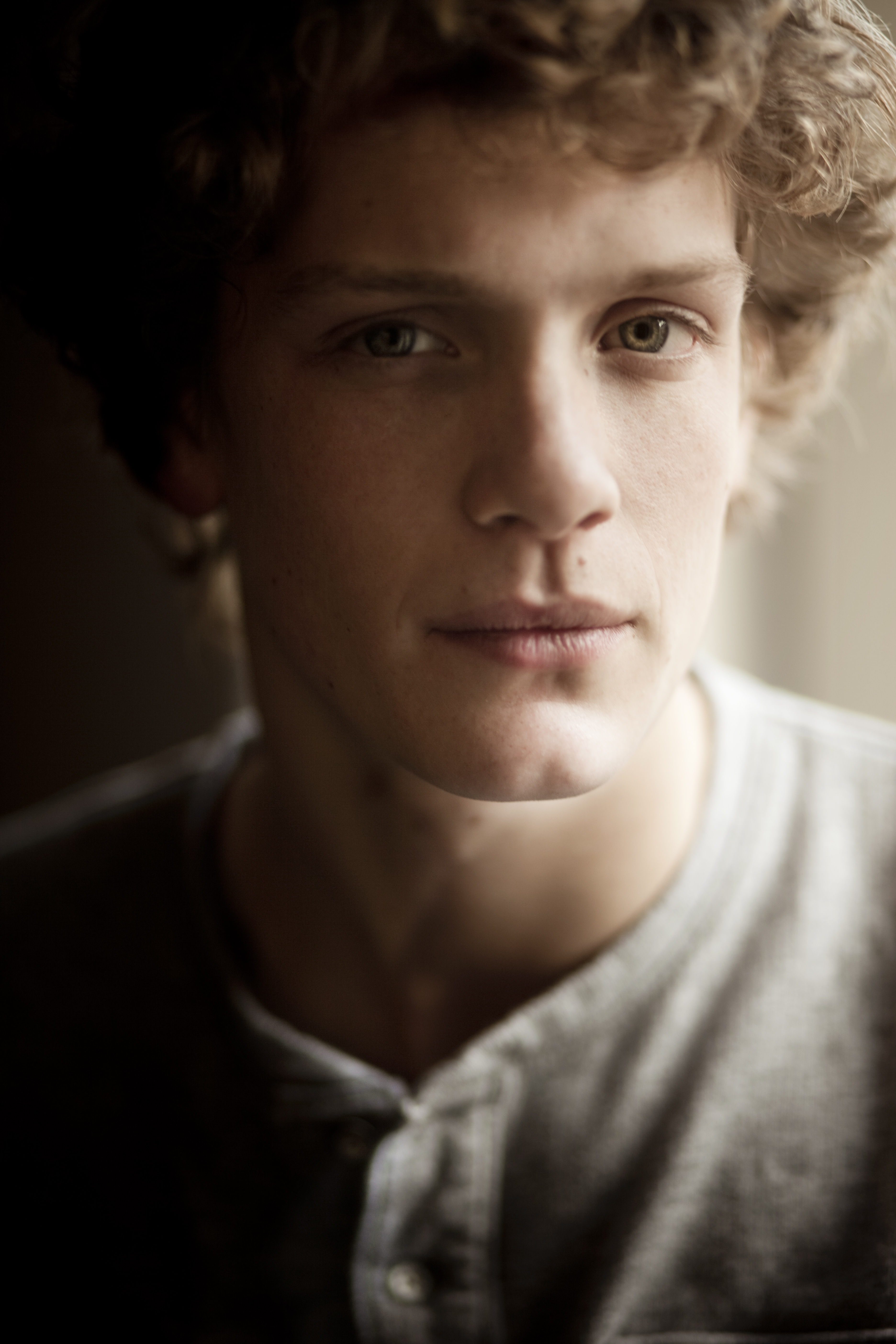
Martijn Lakemeier spielt Johan

Regie führte Jim Taihuttu, der gemeinsam mit Mustafa Duygulu auch das Drehbuch schrieb. Taihuttu stammt aus Venlo, ist Mitglied der niederländischen Trap-Combo Yellow Claw und Urenkel eines molukkanischen Soldaten der KNIL, der während des indonesischen Unabhängigkeitskrieges getötet wurde. Aus Angst um ihr Leben floh seine Familie nach dem Krieg in die Niederlande. Sowohl in der Schule als auch zu Hause wurde nie darüber gesprochen, warum seine Familie in die Niederlande gekommen war. Während des Schreibens des Drehbuchs wurde das Königliche Niederländische Institut für Sprache, Landwirtschaft und Ethnologie zu historischen Fakten konsultiert. Jazzy Taihuttu, die jüngere Schwester des Regisseurs, assistierte ihm und schrieb auch am Drehbuch mit.

### Besetzung und Dreharbeiten
Die Hauptrolle des jungen Soldaten Johan wurde mit Martijn Lakemeier besetzt. Marwan Kenzari spielt Raymond Westerling, ein niederländischer Kommandant, der während des indonesischen Unabhängigkeitskrieges nach dem Zweiten Weltkrieg für Massaker an der Bevölkerung von West-Java und auf Sulawesi verantwortlich war. Jonas Smulders spielt den Soldaten Matthijs.
Die Dreharbeiten wurden im Februar 2019 auf Java in Indonesien begonnen. In Indonesien drehte man letztendlich 48 Tage, sechs weitere Tage in den Niederlanden, so im Oktober 2019 in der Umgebung der UTAM-Garage in der Ridderschapstraat in Utrecht. Weitere Aufnahmen entstanden in Heerlen und Maastricht. Als Kameramann fungierte Lennart Verstegen.

### Veröffentlichung
Eine erste Vorstellung erfolgte am 25. September 2020 beim Niederländischen Filmfestival, 75 Jahre nach Beginn des indonesischen Unabhängigkeitskriegs. Ein Start in den Niederlanden erfolgte am 5. Juni 2021. Am 15. Juli 2021 wurde der Film in das Programm von Prime Video aufgenommen.

## Rezeption

### Kritiken
Von den bei Rotten Tomatoes aufgeführten Kritiken sind 73 Prozent positiv.
Muhammad Subarkah von der indonesischen Republika schreibt, auf den ersten Blick ähnele der Thriller Platoon, einem legendären Film über den Wahnsinn unter US-Soldaten während des Vietnamkriegs. Da sich der Ausdruck der Hauptfiguren in De Oost nicht wesentlich von dem in Platoon unterscheide, scheine auch die Botschaft dieselbe zu sein: „Krieg macht Menschen nicht nur unglücklich, sondern macht sie auch psychisch krank!“
In einer ersten Kritik des Filmdienst heißt es, der Film werfe einen schonungslosen Blick auf ein Stück späte Kolonialgeschichte der Niederlande, wobei er mit bitterer Ironie konstatiert, dass das Land unmittelbar nach dem Ende der eigenen Besatzung durch die Nazis in Übersee eine Politik im Sinne von deren Rassenideologie praktizierte.

### Auszeichnungen
Nederlands Film Festival 2021
- Auszeichnung für die Beste Musik (Gino Taihuttu)
- Nominierung als Bester Film für das Gouden Kalf (Sander Verdonk, Julius Ponten, Shanty Harmayn, Benoit Roland und Jim Taihuttu)
- Nominierung für den Besten Filmschnitt (Emiel Nuninga und Mieneke Kramer)
- Nominierung als Bester Hauptdarsteller – Film (Martijn Lakemeier)
- Nominierung als Bester Nebendarsteller – Film (Jim Deddes)[17][18]

## Synchronisation
Die deutsche Synchronisation entstand nach einem Dialogbuch von Michael Schlimgen und der Dialogregie von Olaf Reichmann im Auftrag der Arena Synchron GmbH, Berlin.
| Darsteller                  | Synchronsprecher   | Rolle                         |
| --------------------------- | ------------------ | ----------------------------- |
| Jeroen Perceval             | Gerrit Schmidt-Foß | Chaplain Janssen              |
| Jaap Spijkers               | Lutz Riedel        | Kompaniechef Sneijders        |
| Coen Bril                   | Amadeus Strobl     | Eddy Coolen                   |
| Joes Brauers                | François Goeske    | Herman Keizer                 |
| Martijn Lakemeier           | Tim Schwarzmaier   | Johan de Vries                |
| Mike Reus                   | Jens-Uwe Bogadtke  | Lagerkommandant Mulder        |
| Huub Smit                   | Marcel Collé       | Lt. Hartman                   |
| Peter Paul Muller           | Marcus Off         | Major Penders                 |
| Jonas Smulders              | Patrick Baehr      | Mattias Cohen                 |
| Clemens Levert              | Raúl Richter       | Plantagensoldat               |
| Marwan Kenzari              | Tobias Müller      | Raymond „The Turk“ Westerling |
| Joenoes Polnaija            | Georgios Tzitzikos | Samuel                        |
| Abel van Gijlswijk          | Christian Zeiger   | Sjaak 'Charlie' Rondhuis      |
| Rick van Werd               | Kevin Kraus        | Thomas Scholman               |
| Reinout Scholten van Aschat | Julius Jellinek    | Tinus de Val                  |
| Jim Deddes                  | Konrad Bösherz     | Werner de Val                 |